# برگ‌دوست گلوزرد
برگ‌دوست گلوزرد (نام علمی: Chlorocichla flavicollis) نام یک گونه از سرده بوبرهای رنگین است.